# Gazania krebsiana
Gazania krebsiana és una espècie de planta herbàcia que pertany a la família de les Asteràcies.

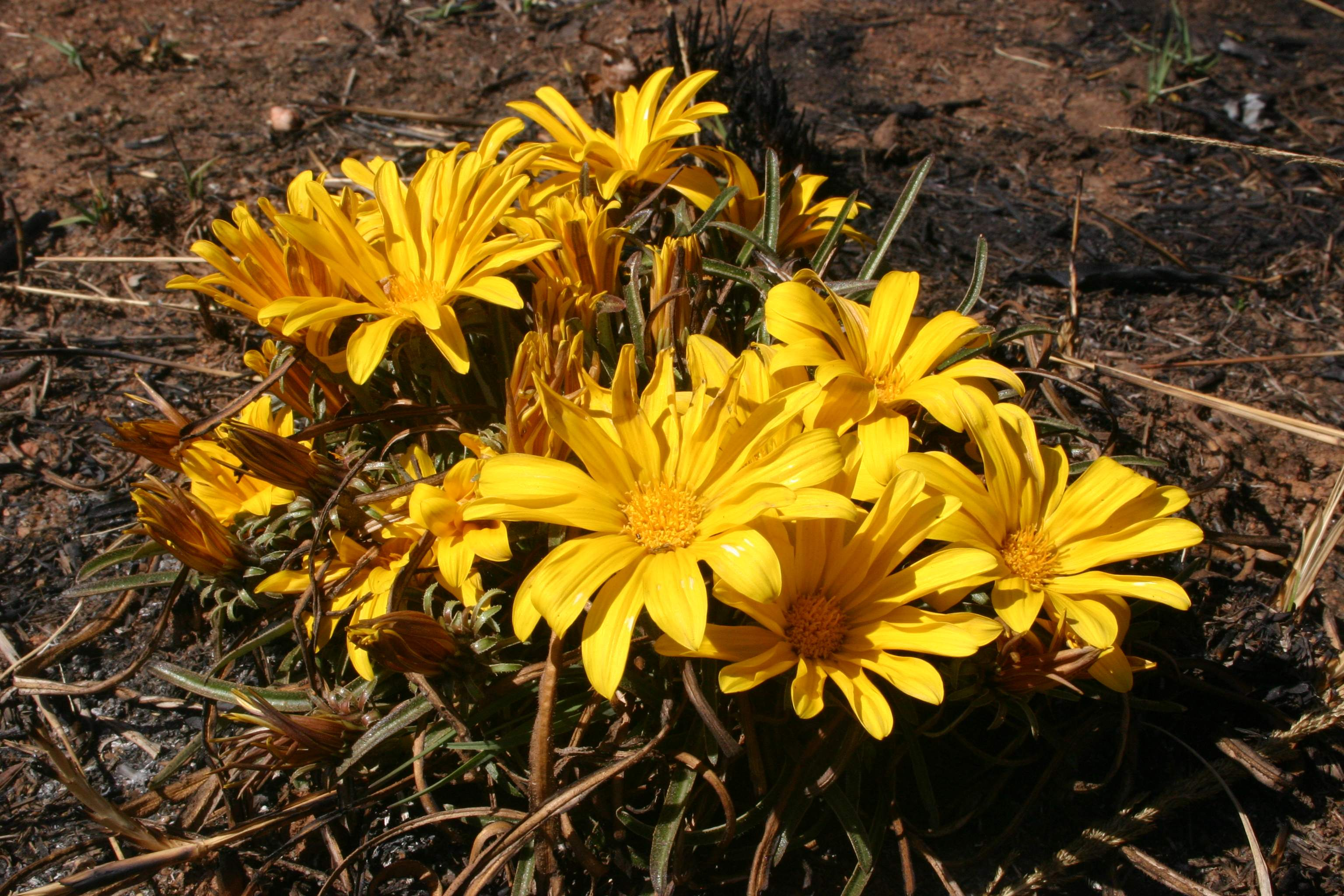
Flors

## Descripció
Aquesta espècie és una planta herbàcia perennifòlia molt vistosa quan està en flor en gran part a causa del càlid i lluminós color de la flor, la grandària de la flor i del període de floració perllongada. Les plantes són semidecumbents i arriben a assolir uns 150 mm d'alçada. Formen cobertes vegetals amb moltes plantes juntes que poden donar un aspecte més aviat com de catifa, un espectacle que és molt maco quan està en flor. Individualment formen plomalls arrodonits d'uns 200 mm de diàmetre amb un fullatge molt distintiu. El sistema d'arrels de G. krebsiana és bastant feble i consisteix en una sèrie d'arrels adventícies. Les arrels adventícies són bastant poc profundes, només al voltant de 250 mm de profunditat. Aquesta és una de les raons per les quals aquestes plantes reaccionen tan bé a la pluja i, per tant, són considerades com a excel·lents plantes pioneres.
Les fulles madures són generalment compostes i es divideixen en petits lòbuls estrets, regulars, d'uns 4-6 en cada costat. La fulla, inclòs el pecíol, pot assolir una longitud de 170 mm. Les inflorescències fan 50-60 (-90) mm de diàmetre. La part superior de les flors ligulades (els florets en el marge d'un capítol en les asteràcies) és principalment de color taronja o vermell fosc, amb taques marrons fosques a la cambra inferior. En alguna literatura del color de la flor se la coneix com la terracota, d'aquí el nom comú, gazania terracota. Les marques de color marró fosc poden contenir punts negres o blancs, afegint més eloqüència a les flors. Floreix des d'agost fins a gener aconseguint un bec a l'octubre i novembre.

## Distribució
Distribució i Hàbitat 
Gazania krebsiana té una gamma molt àmplia de distribució, principalment a la regió de pluges d'hivern de Sud-àfrica. Pràcticament es troba en totes les províncies de Sud-àfrica des de Namaqualand en l'oest fins a la Província del Cap Oriental i KwaZulu-Natal.

## Ecologia
Les plantes anuals que realment complementen la gazania terracota, inclouen plantes com Ursinia speciosa, Ursinia cakilefolia, Dimorphotheca pluvialis, Dimorphotheca sinuata, Arctotis hirsuta, Felicia heterophylla, Felicia dubia, Senecio elegans i Senecio arenarius. Unes altres són plantes perennes com Arctotis stoechadifolia, Arctotis aspera, Felicia ameloides, Osteospermum fruticosum, Scabiosa incisa, Lobelia valida i Geranium incanum. Les plantes de companyia ideals són les suculentes en coixí sorprenentment acolorides com Lampranthus multiradiatus, Lampranthus aureus, Ruschia caroli, Drosanthemum speciosum, Drosanthemum floribundum i Drosanthemum striatum. Totes aquestes espècies floreixen més o menys al mateix temps. Per a jardins més petits aquestes plantes es poden cultivar en contenidors rectangulars poc profunds o entre les roques en una rocalla assolellada. També és molt gratificant l'ús de diferents espècies de gazànies. Ni tan sols podria ser necessari plantar-les cada any, ja que són capaces d'aparèixer espontàniament cada any.

## Taxonomia
Gazania krebsiana va ser descrita per Christian Friedrich Lessing i publicat a Synopsis Generum Compositarum 44. 1832.
Etimologia
Gazania: nom genèric que va ser atorgat en honor de Teodor Gaza (1398-1478), erudit italià d'origen grec i traductor de les obres de Teofrast del grec al llatí.
krebsiana: epítet atorgat en honor del botànic Ludwig Engelhard Krebs.
Varietats acceptades
- Gazania krebsiana subsp. arctotoides (Less.) Roessler
- Gazania krebsiana subsp. serrulata (DC.) Roessler

Sinonímia
- Gazania krebsiana var. krebsiana
- Gazania krebsiana subsp. krebsiana
- Gazania lineariloba DC.
- Gazania mucronata DC.
- Gazania oxyloba DC.
- Gazania varians DC.
- Meridiana krebsiana (Less.) Kuntze
- Meridiana lineariloba (DC.) Kuntze
- Meridiana mucronata (DC.) Kuntze
- Meridiana oxyloba (DC.) Kuntze
- Meridiana varians (DC.) Kuntze[3]